# District de Pulwama
Le district de Pulwama (ourdou : ضلع پلوامہ) est un district du territoire du Jammu-et-Cachemire, en Inde.

## Géographie
Au recensement de 2011, sa population compte 560 440 habitants.
Son chef-lieu est la ville de Pulwama. 